# Juventud Demócrata de Suecia
Juventud Demócrata de Suecia (sueco: Sverigedemokratisk Ungdom [ˈSvæ̂rjɛdɛmʊˌkrɑːtɪsk ˈɵ̂ŋdʊm]; SDU) fue la liga juvenil del partido político sueco Demócratas de Suecia hasta el 12 de septiembre de 2015, cuando el partido anunció que iban a romper con la liga juvenil después de un prolongado conflicto con su partido madre en medio de acusaciones de que los miembros habían colaborado con la organización fascista Jóvenes Nórdicos. Los miembros principales de SDU, entre otros la líder Jessica Ohlson y el exlíder Gustav Kasselstrand, luego pasarían a formar el partido populista de derecha Alternativa para Suecia en marzo de 2018.
La liga juvenil se fundó en 1993 como una liga juvenil independiente de su partido matriz. El nombre original era Sverigedemokraternas Ungdomsförbund (Asociación Juvenil Democrática de Suecia), pero la organización pronto pasó a llamarse Sverigedemokratisk Ungdom. La liga juvenil se disolvió en 1995 debido a los problemas desenfrenados con el neonazismo en las filas, pero se restableció como una organización independiente en 1998.
El 1 de octubre de 2015, los Demócratas de Suecia fundaron una nueva liga juvenil, Young Swedes SDU.

## Presidentes de la SDU
- Jimmy Windeskog (1998-2000)
- Jimmie Åkesson (2000-05)
- Martin Kinnunen (2005-07)
- Erik Almqvist (2007-10)
- William Petzäll (2010-11)
- Gustav Kasselstrand (2011-15)
- Jessica Ohlson (2015-)